# 漫画人
『漫画人』（まんがじん 英: Mangajin）は、世界出版より、1988年から1997年まで出版されていた英語の学習誌。

## 概要
漫画という媒体を活用して日本の情報発信をして行こうという構想のもとに、アメリカ人のパートナーと日本語学習誌として刊行された。日本語学習者に好評だったが、長引く日本経済の不振から日本語ブームは去り、1997年12月に休刊に至る。漫画人という誌名は雑誌を意味するmagajinと漫画 人をかけている。